# Городок (Усвятское сельское поселение)
Городо́к — Деревня в Дорогобужском районе Смоленской области России. Входит в состав Усвятского сельского поселения. 
Население — 1 житель (2007 год). 
Расположена в центральной части области в 16 км к востоку от Дорогобужа, в 1,5 км севернее автодороги Р134 «Старая Смоленская дорога», на берегу реки Мелань. В 20 км севернее от деревни находится железнодорожная станция Вышегор на линии Москва-Минск.

## История
В годы Великой Отечественной войны деревня была оккупирована гитлеровскими войсками в октябре 1941 года, освобождена в сентябре 1943 года.